# Chaetosphaeria bramleyi
Chaetosphaeria bramleyi är en svampart som beskrevs av C. Booth 1958. Chaetosphaeria bramleyi ingår i släktet Chaetosphaeria och familjen Chaetosphaeriaceae.   Inga underarter finns listade i Catalogue of Life.